# Roman Kołacz
Roman Kołacz (ur. 1947 w Kobylanach) – polski lekarz weterynarii, profesor nauk rolniczych, wykładowca akademicki, rektor Uniwersytetu Przyrodniczego we Wrocławiu w kadencjach 2008–2012 i 2012–2016.

## Życiorys
Ukończył w 1973 studia na Wydziale Weterynaryjnym Akademii Rolniczej we Wrocławiu. W 1977 uzyskał stopień naukowy doktora, habilitował się w 1985. 18 października 1995 otrzymał tytuł profesora nauk rolniczych. W pracy naukowej zajął się zagadnieniami związanymi z ekotoksykologią, profilaktyką weterynaryjną i zoohigieną.
Zawodowo związany z wrocławską Akademią Rolniczą, przekształconą następnie w Uniwersytet Przyrodniczy. Doszedł do stanowiska profesora zwyczajnego (od 1999) w Katedrze Higieny Środowiska i Dobrostanu Zwierząt na Wydziale Biologii i Hodowli Zwierząt. Wszedł w skład Komitetu Nauk Zootechnicznych Polskiej Akademii Nauk. Objął też stanowisko profesora w Instytucie Medycyny Weterynaryjnej na Wydziale Nauk Biologicznych i Weterynaryjnych Uniwersytetu Mikołaja Kopernika w Toruniu.
W latach 2002–2008 był prorektorem ds. współpracy z zagranicą i rozwoju uczelni UPWr. W 2008 został wybrany na rektora Uniwersytetu Przyrodniczego we Wrocławiu, a w 2012 uzyskał reelekcję na kolejną czteroletnią kadencję.
Odznaczony Krzyżem Kawalerskim Orderu Odrodzenia Polski (2011).